# Kosovo Superliga 2025/26
Die Kosovo Superliga 2025/26 (albanisch ALBI MALL Superliga e Kosovës 2025/26) soll die 80. Saison der höchsten kosovarischen Spielklasse im Männerfußball werden. Seit 2022 trägt sie den neuen Namen von dem neuen Sponsor Albi Mall. Sie beginnt am 16. August 2025 und endet voraussichtlich am 24. Mai 2026. Titelverteidiger ist der KF Drita.

## Stadien
|     | Verein            | Stadt     | Stadion                | Kapazität | UEFA-Lizenz |
| --- | ----------------- | --------- | ---------------------- | --------- | ----------- |
| 01. | KF Ballkani       | Suhareka  | Suhareka-Stadion       | 01.500    | Ja          |
| 02. | KF Llapi          | Podujeva  | Zahir-Pajaziti-Stadion | 05.000    | Ja          |
| 03. | KF Drita          | Gjilan    | Stadion Gjilan         | 05.000    | Ja          |
| 04. | KF Malisheva      | Malisheva | Liman-Gegaj-Stadion    | 01.800    | Ja          |
| 05. | FC Prishtina      | Pristina  | Fadil-Vokrri-Stadion   | 13.429    | Ja          |
| 06. | KF Gjilani        | Gjilan    | Gjilan-Stadion         | 05.000    | Ja          |
| 07. | KF Dukagjini      | Klina     | 18.-Juni-Stadion       | 01.800    | Ja          |
| 08. | KF Ferizaj        | Ferizaj   | Stadium i FK Ferizaj   | 01.500    | Ja          |
| 09. | KF Prishtina e Re | Hajvalia  | Stadiumi i Flamurtari  | 02.500    | Ja          |
| 10. | KF Drenica        | Skënderaj | Stadiumi Bajram Aliu   | 03.000    | Nein        |

## Statistiken
Die 10 Mannschaften spielen jeweils viermal gegeneinander, so dass am Ende der Saison jedes Team 36 Spiele absolviert.

### Tabelle
| Pl. | Verein               | Sp. | S | U | N | Tore    | Diff. | Punkte |
| --- | -------------------- | --- | - | - | - | ------- | ----- | ------ |
| 1.  | KF Drita (M)         | 0   | 0 | 0 | 0 | 000:000 | ±0    | 0      |
| 2.  | KF Ballkani          | 0   | 0 | 0 | 0 | 000:000 | ±0    | 0      |
| 3.  | KF Malisheva         | 0   | 0 | 0 | 0 | 000:000 | ±0    | 0      |
| 4.  | KF Gjilani           | 0   | 0 | 0 | 0 | 000:000 | ±0    | 0      |
| 5.  | KF Ferizaj           | 0   | 0 | 0 | 0 | 000:000 | ±0    | 0      |
| 6.  | FC Prishtina (P)     | 0   | 0 | 0 | 0 | 000:000 | ±0    | 0      |
| 7.  | KF Dukagjini         | 0   | 0 | 0 | 0 | 000:000 | ±0    | 0      |
| 8.  | KF Llapi             | 0   | 0 | 0 | 0 | 000:000 | ±0    | 0      |
| 9.  | KF Drenica (N)       | 0   | 0 | 0 | 0 | 000:000 | ±0    | 0      |
| 10. | KF Pristina e Re (N) | 0   | 0 | 0 | 0 | 000:000 | ±0    | 0      |

Platzierungskriterien: 1. Punkte – 2. Direkter Vergleich (Punkte, Tordifferenz, geschossene Tore) – 3. Tordifferenz – 4. geschossene Tore

| Zum Saisonende 2025/26: |                                |
| Teilnahme an der 1. Qualifikationsrunde zur UEFA Champions League 2026/27 Teilnahme an der 2. Qualifikationsrunde zur UEFA Conference League 2026/27 Teilnahme an der 1. Qualifikationsrunde zur UEFA Conference League 2026/27 Relegationsspiel gegen Vizemeister der Liga e Parë Abstieg in der Liga e Parë |                                |
| |                                |
| Zum Saisonende 2024/25: \| (M) \| Kosovarischer Meister \| \| (P) \| Kosovarischer Pokalsieger 2025 \| \| (N) \| Aufsteiger aus der Liga e Parë \| |                                |
| (M) | Kosovarischer Meister          |
| (P) | Kosovarischer Pokalsieger 2025 |
| (N) | Aufsteiger aus der Liga e Parë |

### Kreuztabelle
Die Kreuztabelle stellt die Ergebnisse aller Spiele dieser Saison dar. Die Heimmannschaft ist in der linken Spalte, die Gastmannschaft in der oberen Zeile aufgelistet.
| Hinrunde (Runden 1–18) | Hinrunde (Runden 1–18) | Hinrunde (Runden 1–18) | Hinrunde (Runden 1–18) | Hinrunde (Runden 1–18) | Hinrunde (Runden 1–18) | Hinrunde (Runden 1–18) | Hinrunde (Runden 1–18) | Hinrunde (Runden 1–18) | Hinrunde (Runden 1–18) | 2025/26           | Rückrunde (Runden 19–36) | Rückrunde (Runden 19–36) | Rückrunde (Runden 19–36) | Rückrunde (Runden 19–36) | Rückrunde (Runden 19–36) | Rückrunde (Runden 19–36) | Rückrunde (Runden 19–36) | Rückrunde (Runden 19–36) | Rückrunde (Runden 19–36) | Rückrunde (Runden 19–36) |
| ---------------------- | ---------------------- | ---------------------- | ---------------------- | ---------------------- | ---------------------- | ---------------------- | ---------------------- | ---------------------- | ---------------------- | ----------------- | ------------------------ | ------------------------ | ------------------------ | ------------------------ | ------------------------ | ------------------------ | ------------------------ | ------------------------ | ------------------------ | ------------------------ |
| KF Ballkani            | KF Drenica             | KF Drita               | DUK                    | KF Ferizaj             | KF Gjilani             | LLA                    | MAL                    | FC Prishtina           | PRE                    | Verein            | KF Ballkani              | KF Drenica               | KF Drita                 | DUK                      | KF Ferizaj               | KF Gjilani               | LLA                      | MAL                      | FC Prishtina             | PRE                      |
|                        | :                      | :                      | :                      | :                      | :                      | :                      | :                      | :                      | :                      | KF Ballkani       |                          | :                        | :                        | :                        | :                        | :                        | :                        | :                        | :                        | :                        |
| :                      |                        | :                      | :                      | :                      | :                      | :                      | :                      | :                      | :                      | KF Drenica        | :                        |                          | :                        | :                        | :                        | :                        | :                        | :                        | :                        | :                        |
| :                      | :                      |                        | :                      | :                      | :                      | :                      | :                      | :                      | :                      | KF Drita          | :                        | :                        |                          | :                        | :                        | :                        | :                        | :                        | :                        | :                        |
| :                      | :                      | :                      |                        | :                      | :                      | :                      | :                      | :                      | :                      | KF Dukagjini      | :                        | :                        | :                        |                          | :                        | :                        | :                        | :                        | :                        | :                        |
| :                      | :                      | :                      | :                      |                        | :                      | :                      | :                      | :                      | :                      | KF Ferizaj        | :                        | :                        | :                        | :                        |                          | :                        | :                        | :                        | :                        | :                        |
| :                      | :                      | :                      | :                      | :                      |                        | :                      | :                      | :                      | :                      | KF Gjilani        | :                        | :                        | :                        | :                        | :                        |                          | :                        | :                        | :                        | :                        |
| :                      | :                      | :                      | :                      | :                      | :                      |                        | :                      | :                      | :                      | KF Llapi          | :                        | :                        | :                        | :                        | :                        | :                        |                          | :                        | :                        | :                        |
| :                      | :                      | :                      | :                      | :                      | :                      | :                      |                        | :                      | :                      | KF Malisheva      | :                        | :                        | :                        | :                        | :                        | :                        | :                        |                          | :                        | :                        |
| :                      | :                      | :                      | :                      | :                      | :                      | :                      | :                      |                        | :                      | FC Prishtina      | :                        | :                        | :                        | :                        | :                        | :                        | :                        | :                        |                          | :                        |
| :                      | :                      | :                      | :                      | :                      | :                      | :                      | :                      | :                      |                        | KF Prishtina e Re | :                        | :                        | :                        | :                        | :                        | :                        | :                        | :                        | :                        |                          |